# Ивердонская энциклопедия
«Энциклопе́дия, или Универса́льный толко́вый слова́рь челове́ческих зна́ний» (фр. Encyclopédie ou dictionnaire universel raisonné des connaissances humaines), более известная как «Ивердо́нская энциклопе́дия» (фр. Encyclopédie d’Yverdon) — многотомное справочное издание на французском языке, выпущенное в швейцарском городе Ивердоне в 1770—1780 годах.

## Содержание
Энциклопедия формата ин-кварто состоит из 58 томов, из которых 42 тома статей, 6 томов приложений и 10 томов иллюстраций. Общий объём составляет 37 378 страниц, 1200 иллюстраций и около 75 000 статей. Выпуск осуществлялся с 1770 по 1780 годы. Тираж оценивается в 2500—3000 экземпляров. 
Это была крупнейшая швейцарская и одна из наиболее значительных европейских энциклопедий своего времени. «Энциклопедия, или Толковый словарь наук, искусств и ремёсел» Дидро и д’Аламбера очевидным образом используется в качестве первоисточника, но «Ивердонская энциклопедия» содержит большое количество новых статей с пометкой «(N)», переработанных статей с пометкой «(R)» и дополненных статей с пометкой «(*)». Издатель и его соратники противопоставляли свою энциклопедию французской как более умеренную, менее франкоцентричную, менее антирелигиозную, но основанную на идеях протестантизма, так что «Ивердонскую энциклопедию» называют иногда «протестантской энциклопедией».

## Авторы
Издателем и движетелем написания энциклопедии выступил швейцарский книгоиздатель и учёный итальянского происхождения Фортюне-Бартельми де Фелис, который смог собрать для реализации своей идей около 30 соратников. Из них 27 подписывали свои статьи инициалами, из не подписывавших свои статьи авторов позднейшим исследователям удалось идентифицировать семерых. Среди авторов, включая самого́ де Фелиса, было пятнадцать швейцарцев, двенадцать французов, три немца, один итальянец и один ирландец. Некоторые авторы написали сотни и тысячи статей (так Жан-Анри Андрие был автором 4116 статей и 125 дополнений к статьям по географии, а Жак-Антуан-Анри Делёз написал 1030 статей по ботанике и естественной истории), другие — лишь по одной статье (так Леонард и Иоганн Эйлеры вместе написали лишь одну статью «сила»).
Авторы статей энциклопедии в алфавитном порядке согласно русскому алфавиту (в скобках указаны используемые в подписях к статьям инициалы):
1. Андри, Шарль-Луи-Франсуа[фр.] — медик (A. & L. P.) 19 статей по медицине в соавторстве с Ле Прё➤.
2. Андрие, Жан-Анри — воспитатель принца Генриха Прусского (D. G.) 4116 статей и 125 дополнений к статьям по географии, преимущественно Германии.
3. Барлетти, Карло[итал.] — профессор физики Падуанского университета (P. B.) Статьи «воздушный змей», «проводник молнии», «медицинское электричество» и «падающая звезда».
4. Бертран, Эли[фр.] — священник и естествоиспытатель (B. C.) 170 статей по теологии, филосифии, морали и естественным наукам.
5. Буржуа, Никола-Максимильян — ивердонский медик. Неясно. Он указан в списке авторов с инициалами B. M., однако в энциклопедии нет ни одной статьи, подписанной такими инициалами. Вместе с тем имеется 6 статей по медицине с подписью B. — возможно, Буржуа автор этих статей.
6. Валле, Поль-Жозеф — бывший начальник полиции Гренобля (V. A. L.) 759 статей по эпиграфике и механике.
7. Галлер, Альбрехт фон — анатом, физиолог, естествоиспытатель и политик (H. D. G.) 83 статьи и 38 дополнений к статьям по медицине и естественным наукам.
8. Галлер, Готтлиб Эмануэль[нем.] — историк (H.) 779 статей и 6 дополнений по истории, литературе и географии, преимущественно Швейцарии.
9. Гауб, Иероним Давид[нем.] — медик (G.) 21 статья по медицине.
10. Гуден, Матьё-Бернар[фр.], астроном и математик (G. C.) — 12 статей по математике.
11. Делёз, Жак — ботаник и священник из Лозанны (D.) 1030 статей по ботанике и естественной истории.
12. Дюпюи де Борд, Анри-Себастьян — профессор математики в Валансском университете[фр.] (H. D. P.) 38 статей по геометрия, военному делу и фортификации.
13. Жаннре, Самюэль Родольф — гравёр, художник, механик, переводчик (J.) 65 статей по механике, электричеству и прикладным наукам. Кроме того, он занимался иллюстрированием 10 томов и был спонсором издания.
14. Зиннер, Йохан Рудольф[нем.], писатель (анонимно) — статьи «библиотека» и «каталог»
15. Каде де Гассикур, Луи Клод — химик и фармацевт. Статья «кобольт».
16. Лаланд, Жозеф Жером Лефрансуа де — астроном (D. L.) Основной автор статей по астрономии — 484 статьи и 23 дополнения. Кроме того, автор статей на некоторые другие темы, например, статьи «франкмасонство».
17. Лекюйе — житель Невшателя (L.) 19 статей по беллетристике.
18. Ле Прё, Поль-Габриэль[фр.] — медик и писатель (A. & L. P.) 19 статей по медицине в соавторстве с Андри➤.
19. Луи, Антуан — хирург (анонимно) Нескольких неподписанных статей.
20. Льето, Жозеф — медик, анатом, придворный врач короля Людовика XVI, член Королевской Академии наук (L.) 97 статей по медицине.
21. Макер, Пьер Жозеф[фр.] — химик, медик, фармацевт (анонимно) Статьи по химии.
22. Маклейн, Арчибальд[англ.] — пресвитерианский священник (M.) 6 статей по истории протестантизма.
23. Мингар, Габриэль, кальвинистский священник, теолог (G. M. и M. D. B.) — 372 статьи и 7 дополнений по философии, антропологии, теологии и естественной истории.
24. Перрле, Давид — хирург и акушер (P.) В энциклопедии содержится 489 статей с такой подписью, посвящённых преимущественно медицине. Атрибуция авторства затруднена, поскольку этим же инициалом подписаны статьи за авторством Антуана Порталя➤
25. Порталь, Антуан — медик и анатом (P.) В энциклопедии содержится 489 статей с такой подписью, посвящённых преимущественно медицине. Атрибуция авторства затруднена, поскольку этим же инициалом подписаны статьи за авторством Давида Перрле➤
26. Фелис, Фортюне-Бартельми де — главный издатель энциклопедии (D. F.) 685 статей и 140 дополнений по физике морали, естественному праву и географии, а также предположительно множество неподписанных статей на разные темы.
27. Ферри, Андре[фр.] — религиозный деятель, математик и инженер (P. F.) 5 статей по математике.
28. Формей, Иоганн Генрих Самуэль — философ (анонимно) Согласно его переписки с де Фелисом, принимал участие в написании и редактировании сотен статей по морали, церковной истории, мифологии, истории литературы, естественного права и правам человека. Кроме того, принимал активное участие в составлении словника энциклопедии.
29. Чарнер, Винсенц Бернхард[нем.] — политик, писатель, переводчик историк, историк (D’ A.) Один из главных идеологов написания энциклопедии, на начальном этапе оказал де Фелису значительную моральную и материальную поддержку. 20 статей по истории и географии Швейцарии, в том числе 28-страничная статья «Берн».
30. Шаванн, Александр Сезар — богослов (C. C.) 276 статей и 37 дополнений к статьям по теологии и церковной истории.
31. Шпильман, Якоб Рейнгольд — медик и химик (S.) Предположительно 90 статей по медицине.
32. Эйлер, Иоганн Альбрехт и Эйлер, Леонард — математики (A. E. & J. A. E.) Статья «сила».

Кроме того, в энциклопедии имеются статьи, подписанные инициалами B. I. C., C. D., D. E. M., E. B., Le Ch D. P., P. P. L., S. H., T. G. D. и Z. D. M., авторство которых не установлено.